# Ирина (съпруга на Гаврил Радомир)
Ирина е българска царица, съпруга на цар Гаврил Радомир. Бракът с нея е втори за Гаврил Радомир, който преди това е женен за дъщеря на унгарския крал Геза Унгарски (971 – 997), но този брак впоследствие е разтрогнат.

## Биография
За произхода на Ирина няма никакви исторически сведения. Единствено Йоан Скилица посочва, че след като Гавраил Радомир изгонил бременната си съпруга, „той взел Ирина, красивата пленница от Лариса“. Въз основа на това съобщение, може да се предположи, че Ирина вероятно е била ромейка от Лариса, пленена при превземането на града от Самуиловите войски през 986 г., когато, както разказва Скилица, Самуил преселил жителите на града заедно „с целите им семейства във вътрешността на България“.
Ирина се жени за Гаврил Радомир около 999 г. От този брак се раждат петима синове и две дъщери, чиито имена не са известни.
През 1015 г. в българското царско семейство се разиграва поредната семейна трагедия – съпругът на Ирина е убит при лов от братовчед си Йоан Владислав, който заема българския престол. В историческите извори действията на Йоан Владислав са представени като отмъщение за избиването на собственото му семейство по заповед на чичо му Самуил, което се случило около тридесет години по-рано. В своята хроника Йоан Скилица съобщава, че царица Ирина също става жертва на Иванвладиславовата мъст наред с други членове на царското семейство, като зетя на Гавраил Радомир – Йоан Владимир. Новият български цар не се задоволява само със смъртта на Гавраил Радомир и съпругата му, но и нещо повече, Йоан Владислав се погрижил да лиши потомците им от правата върху българския престол – най-големият от синовете на Гавраил-Радомир и Ирина, който дотогава е и законен престолонаследник, веднага след убийството на своя баща бил ослепен по заповед на Йоан Владислав, „когато този убил Самоиловия син Радомир с жена му и зет му Владимир.“